# Fedele Fischetti
Fedele Fischetti (* 30. März 1732 in Neapel; † 25. Januar 1792 ebenda) war ein italienischer Maler des Klassizismus in Neapel.

## Leben
Fischetti war ein Maler mythologischer und allegorischer Themen. Seine Ausbildung erhielt er bei dem kaum bekannten Maler Gennaro Borrelli. Der zu Lebzeiten wegen seiner naturalistisch orientierten Bilder außerordentlich geschätzte Maler arbeitete für zahlreiche kirchliche und adlige Auftraggeber sowie für den königlichen Hof der Bourbonen in Neapel. 1767 wurde er von Pietro Duranti als Entwurfszeichner an die königliche Gobelinmanufaktur berufen, wo er mit Giuseppe Bonito zusammenarbeitete. Einer seiner Schüler war der Maler Raffaele Gioia (1757–1805).

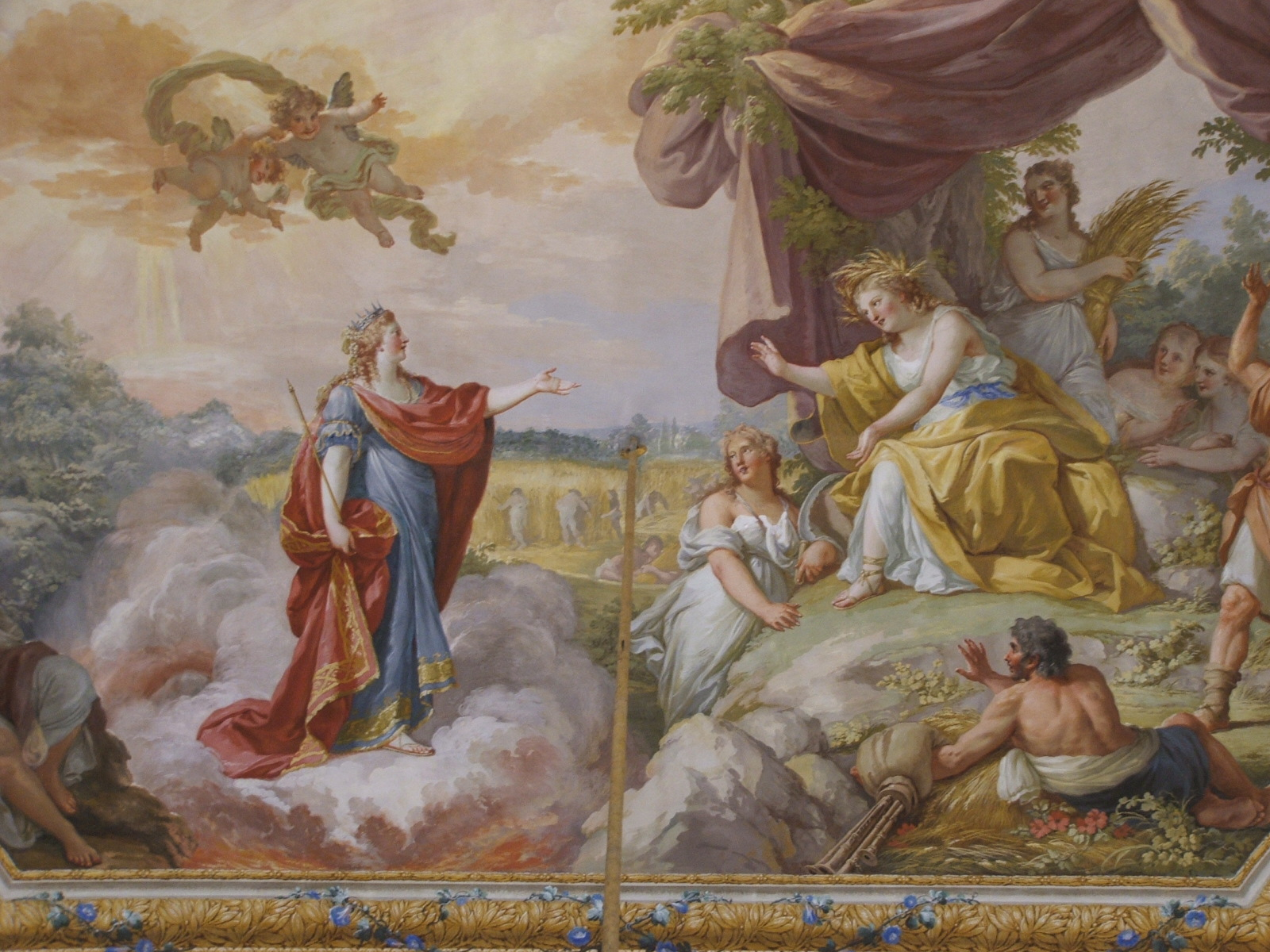
Fedele Fischetti: Fresko im königlichen Schloss von Caserta

## Werke (Auswahl)
- Palast von Caserta: Dekoration einzelner Räume, darunter das Schlafgemach der Königin Maria Carolina mit „Drei Grazien“ und Fresken „Vier Jahreszeiten“ in der Sala dell’Estate (mit Paolo Fabris und Antonio Dominici)
- Regia di Carditello: Fresko im Zentralraum
- Belvedere di San Leucio (bei Caserta): Dekoration des Speisesaales
- Chiesa di Santa Caterina da Siena (Neapel): Tafelbild “Glorie der Heiligen Katharina von Siena” sowie Fresken in den Lünetten
- Pinacoteca Provinciale “Corrado Giaquinto” di Bari: Tafelbild